# Sorex mirabilis
Sorex mirabilis är en däggdjursart som beskrevs av Sergej Ognew 1937. Sorex mirabilis ingår i släktet Sorex och familjen näbbmöss. IUCN kategoriserar arten globalt som otillräckligt studerad. Inga underarter finns listade i Catalogue of Life.
Arten når en kroppslängd (huvud och bål) av 74 till 97 mm, en svanslängd av 63 till 73 mm och en vikt mellan 11 och 14 g. Den har grå päls på ovansidan och det finns ingen tydlig gräns mot den något ljusare undersidan. I varje halva av överkäken förekommer en framtand och sedan fem tänder med en spets. Därtill kommer kindtänderna. Linjen som bildas av tänderna på varje sida av överkäken är 10 mm lång.
Denna näbbmus förekommer i östra delen av ryska Sibirien, i nordöstra Kina, i Nordkorea och kanske i Sydkorea. Arten hittas främst i dalgångar i bergstrakter som är täckta av löv- eller blandskogar. Den äter daggmaskar och andra ryggradslösa djur samt kadaver av gnagare. Liksom andra näbbmöss har arten en hög ämnesomsättning och den äter mer än två gånger sin egen vikt per dag. Honor har en eller sällan två kullar under sommaren. Ungarna blir könsmogna efter första vintern.